# Nicolaus Bernoulli II
  Nicolaus Bernoulli II  (alemany: Nikolaus Bernoulli)  (Basilea, 6 de febrer de 1695 - Sant Petersburg, 31 de juliol de 1726) va ser un matemàtic suís del segle xviii.

## Vida
Nicolaus II (l'ordinal segón és per diferenciar-lo del seu cosí Nicolaus Bernoulli I, vuit anys més gran que ell) era el fill més gran, i el preferit, de Johann Bernoulli. La mediació del seu pare va fer possible que entrés a la Universitat de Basilea amb només tretze anys i es gradués amb setze anys.
El 1715 també es va graduar en jurisprudència.
Va viatjar amb el seu germà Daniel per Europa, arribant a ser professor a la Universitat de Pàdua. i, també amb ell, van ser nomenats per un càrrec a l'Acadèmia de Ciències de Sant Petersburg. Vuit mesos després de prendre possessió del càrrec va contraure unes fortes febres i va morir, amb només trenta-un anys.

## Obra
Donada la seva curta vida, la seva obra és breu. Durant força temps es va dedicar a portar la correspondència del seu pare, sobretot pel que fa a la polèmica entre Newton i Leibniz.
La seva obra més original és De motu corporum ex percusione (Sobre el moviment dels cossos en impactar) que no té la claredat de les obres del seu pare.
Tot i que se li atribueix una participació activa en la formulació de la paradoxa de Sant Petersburg, no sembla que hi tingués res a veure.